# 旅大租地条约
《旅大租地条约》是1898年3月27日（光緒二十四年三月初六日）瓜分风潮期间俄罗斯帝国和清朝在北京协商达成的一项条约。此条约规定把旅顺和大连湾沿海租给俄国25年作为军港使用。清朝方面签署这项条约的是全权大臣李鸿章和張蔭桓，俄方签署该条约的是驻华代表和全权大臣亚历山大·伊万诺维奇·巴布罗福。中文本原存於中華民國外交部，現寄存於臺北外雙溪國立故宮博物院保存。

## 内容

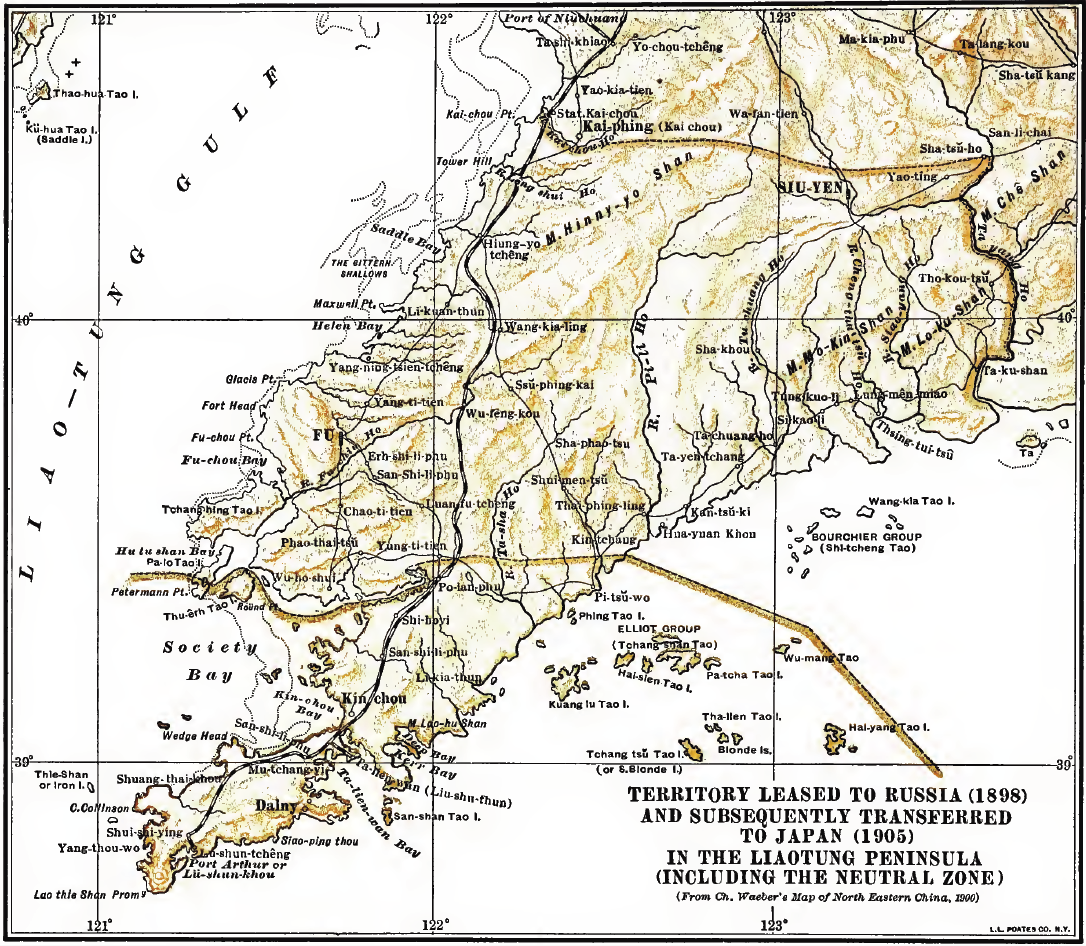

整个条约共分九款。其主要内容是把旅顺和大连湾沿海以及陆地上的部分地区租给俄国25年作为军港使用。在这段时间里该地区的主权理论上依然属于清朝，但是其整个管理全部由俄国处理，只不过俄国在当地的行政长官不能使用总督等头衔。关于陆地上归属俄国管理的地域条约里没有作明文规定，只是说要由全权大臣在条约签订后讨论规定。条约期满后可以延长。在租界内的中国人不能被驱逐，犯法的话由清朝政府按照清朝法律处罚。在租界外还设立一道由中国政府管理的中立区，但是中国在这个区域内不准驻兵。租界内的港口和水域只对清朝和俄国的船只开放，不对第三国开放。旅顺和大连湾内的一港完全为军港，不得民用，其它港口则可民用和商用。在租界内俄国有权建造任何建筑和军事设施，包括炮台等。条约还规定俄国有权从远东铁路的某一有待协定的车站向该租界修造一条铁路。该铁路的路线也要等签约后双方协商确定。最后规定此条约分别设立汉语和俄语各两份，由两国签字后收藏。
稍后又于当年的5月7日，双方再次签订《旅大租地续约》，规定俄国可修筑一条从哈尔滨至旅顺口的东清铁路（即中东铁路）支线，既今日之京哈铁路沈哈段和沈大铁路。

## 终结
1904年至1905年日俄战争期間，大日本帝國陸軍攻佔俄屬關東州，戰後《旅大租地条约》被《朴次茅斯和约》取代，条约中规定的俄羅斯租借地由日本接收。按照条约规定此日本租借地应该于1923年3月27日期满，1915年日本在經交涉後在同年5月25日從二十一條修訂的《中日民四條約》將旅大租期延至1997年。在1945年的雅尔塔会议中苏联又根据此条约获得了旅顺的租借权以及大连商港的优先权。这些特权一直到1955年才结束。